# Xã Sergius, Quận Bottineau, Bắc Dakota
Xã Sergius (tiếng Anh: Sergius Township) là một xã thuộc quận Bottineau, tiểu bang Bắc Dakota, Hoa Kỳ. Năm 2010, dân số của xã này là 51 người.